# 1143
| 1143               |
| ------------------ |
| Dødsfald - Fødsler |
| • Begivenheder     |

| Gregoriansk kalender | 1143 MCXLIII            |
| Ab urbe condita      | 1896                    |
| Armensk kalender     | 592 ԹՎ ՇՂԲ              |
| Kinesiske kalender   | 3839 – 3840 壬戌 – 癸亥 |
| Etiopisk kalender    | 1135 – 1136             |
| Jødisk kalender      | 4903 – 4904             |
| Hindukalendere       |                         |
| - Vikram Samvat      | 1198 – 1199             |
| - Shaka Samvat       | 1065 – 1066             |
| - Kali Yuga          | 4244 – 4245             |
| Iransk kalender      | 521 – 522               |
| Islamisk kalender    | 537 – 538               |

Konge i Danmark: Erik 3. Lam 1137-1146
Se også 1143 (tal)

## Begivenheder
- Celestin 2. bliver valgt som den 165. pave
- 5. oktober – Kong Alfonso 7. af Kastilien og León anerkender Portugal som et uafhængigt kongerige, selvom det har opført sig som et siden Slaget ved São Mamede den 24. juni 1128. Alfonso 1. af Portugal afgiver sin lensed til paven.
- Robert af Ketton laver den første europæiske oversættelse af Koranen til latin
- Lübeck grundlægges af grev Adolf 2. af Holsten
- Balduin 3. af Jerusalem bliver kronet som konge af Jerusalem – han efterfølger sin far, Fulk
- Manuel 1. Comnenos bliver byzantinsk kejser
- Manikæisk kætterbevægelse i Köln under Everinus af Steinfeld.
- Grundlæggelse af Cistercienserklostrene i Alvasta og Nydala i Sverige.
- Pisa erobrer Balearerne fra maurerne
- Roger 2. af Sicilien plyndrer kysterne af Ifrikiya (Tunesien).

## Født
- 31. juli – Kejser Nijo, den 78. kejser af Japan (†1165)
- Gregor 9. (†1241), senere pave
- William 1. af Skotland, konge af Skotland (†1214)

## Dødsfald
- 8. april – Johannes 2., byzantisk kejser (*1087)
- 24. september – Agnes af Tyskland, datter af kejser Henrik 4. (*1072)
- 24. september – Pave Innocens 2., (Gregorio Papareschi), den 164. pave (* før 1116)
- 13. november – Kong Fulk af Jerusalem, greve af Anjou
- Hugo 2., hertug af Burgund (*1084)
- William af Malmesbury, engelsk benediktiner (* omkring 1090). Han forfattede krønikerne Gesta Regum Anglorum og Historia Novella samt den gejstlige historie Gesta Pontificum Anglorum
- Zamakhshari, persisk videnskabsmand og forfatter til korankommentarer (*1070)
- Oluf Haraldsen